# I Love Peru
Pour plus de détails, voir Fiche technique et Distribution.
I Love Peru est un faux documentaire français coécrit et réalisé par Raphaël Quenard et Hugo David, sorti en 2025.
Il est présenté au Festival de Cannes 2025 dans la section Cannes Classics.

## Synopsis
Lancé dans une course effrénée vers le succès, et une fois césarisé, un comédien abandonne ses plus fidèles amis, devient lourdingue et se fait larguer par sa petite amie. Seul face à lui-même, il rêve qu'il est un condor et décide de se lancer dans une quête spirituelle, qui l'amène au Pérou,.

## Fiche technique
- Titre original et francophone : I Love Peru
- Réalisation et scénario : Raphaël Quenard, Hugo David
- Musique : Théodore Vibert
- Montage : Méloé Poillevé
- Son : Alexis Place
- Sociétés de production : Lipsum Productions, Chi-Fou-Mi Productions, Wašté Films
- Société de distribution : Le Pacte
- Budget : environ 400 000 euros
- Pays d'origine :  France
- Langue : français
- Format : couleur
- Genre : Comédie[4], faux documentaire
- Durée : 68 minutes
- Dates de sortie : 
  - France : 17 mai 2025 (Festival de Cannes 2025), 9 juillet 2025 (sortie nationale)

## Distribution
- Raphaël Quenard : lui-même
- Hugo David : lui-même
- Anaïde Rozam
- José Garcia
- Jean-Pascal Zadi
- Michel Hazanavicius
- Jonathan Cohen
- Emmanuelle Devos
- François Civil
- Éric Judor
- Benoît Poelvoorde
- Gustave Kervern
- Marina Foïs
- Gilles Lellouche
- Panayotis Pascot
- David Duponchel
- Hugues de Chavagnac
- Grégory Weill
- Lucile Vainstein
- José Antonio Espinal Saijas
- Paul Dugarte
- Amaranta Kun

## Production

### Genèse et développement
Le film est produit par Lipsum Productions et Chi-Fou-Mi Productions, avec la participation de Wašté Films. Il est distribué en France par Le Pacte.

### Tournage
Le film a été tourné avec un appareil photo et une équipe réduite selon Raphaël Quenard, pour un budget total de seulement 400 000 euros. Le tournage, minimaliste, a permis selon lui une grande liberté et spontanéité. Le montage a duré trente-huit semaines.

## Accueil

### Sortie
I Love Peru est projeté en avant-première dans la salle Agnès Varda au Festival de Cannes 2025, dans la section Cannes Classics. Le film reçoit un accueil enthousiaste de la part du public et des professionnels.

### Critique
Dans Sud Ouest, Raphaël Quenard explique que le film est un mélange de fiction et de documentaire, pensé comme un moyen de fuir l'image médiatique du succès. Le quotidien évoque un « comédien au talent pur » qui livre ici un projet intime et spirituel.
Première décrit I Love Peru comme une œuvre mêlant quête existentielle et galerie de portraits décalés, portée par la présence de nombreuses figures du cinéma français contemporain.
France Info Culture dit du film : « Présenté dans la sélection Cannes Classics, le docu-fiction de Raphaël Quenard et de Hugo David, un moyen-métrage hybride totalement décalé, a enthousiasmé le public. Hilarant. ».

### Box-office
| Pays ou région | Box-office     | Date d'arrêt du box-office | Nombre de semaines |
| -------------- | -------------- | -------------------------- | ------------------ |
| France         | 85 091 entrées | en cours                   | 2                  |
| Total mondial  |                | -                          | -                  |